# Doctor Pressure
Singles par Mylo
In My Arms
(2004) Muscle Car
(2005)
Singles par Gloria Estefan
Tu Fotografía
(2004) No Llores
(2007)
Doctor Pressure est une chanson du DJ écossais Mylo sortie le 5 septembre 2005 sous le label Sony Bmg Music. Crédité sous Mylo Vs Miami Sound Machine, Doctor Pressure est un bootleg de Drop The Pressure de Mylo et de Dr. Beat de Miami Sound Machine. Le single a rencontré un grand succès en Europe atteignant la 3e place au Royaume-Uni, 5e en Irlande. Le groupe The Feeling a repris cette chanson le 3 mars 2006 pour BBC Radio 1.

## Liste des pistes
CD single
1. Doctor Pressure (Dirty Radio Edit)
2. Doctor Pressure (Dirty Club Mix)

CD-Maxi
1. Doctor Pressure (Dirty Radio Edit) - 3:26
2. Doctor Pressure (Clean Radio Edit) - 3:26
3. Doctor Pressure (Clean Club Mix) - 5:41
4. Doctor Pressure (Dirty Club Mix) - 5:39

## Classement par pays
| Classement (2005)                       | Meilleure position |
| --------------------------------------- | ------------------ |
| Suisse (Schweizer Hitparade)            | 66                 |
| Autriche (Ö3 Austria Top 40)            | 50                 |
| France (SNEP)                           | 30                 |
| Pays-Bas (Nederlandse Top 40)           | 23                 |
| Belgique (Flandre Ultratop 50 Singles)  | 9                  |
| Belgique (Wallonie Ultratop 50 Singles) | 13                 |
| Suède (Sverigetopplistan)               | 52                 |
| Finlande (Suomen virallinen lista)      | 10                 |
| Danemark (Tracklisten)                  | 15                 |
| Australie (ARIA)                        | 12                 |
| Royaume-Uni                             | 3                  |
| Irlande                                 | 5                  |